# La Dépêche d'Eure-et-Loir
La Dépêche d'Eure-et-Loir est un journal régional centré sur le département français d'Eure-et-Loir.

## Histoire
|  |

D'orientation républicaine modérée, le journal est lancé notamment sous l’impulsion de Georges Fessard, notaire puis sénateur et maire de Chartres, et par Paul Deschanel, député d’Eure-et-Loir,.
Le premier numéro de La Dépêche d'Eure-et-Loir paraît le 5 novembre 1888 sous la direction d'Adrien Bertholon. L'impression est entièrement manuelle.
La Dépêche d'Eure-et-Loir et L'Écho républicain fusionnent en juin 1987 pour créer Écho communication SA. L’Écho informatise sa rédaction et transfère ses locaux. Écho communication SA achète en 1990, un groupe de presse gratuite Bip SA implanté en région Centre, puis Inter Hebdo en 1994.